# Fort Mill
Fort Mill és una població dels Estats Units a l'estat de Carolina del Sud. Segons el cens del 2000 tenia 7.587 habitants.

## Demografia
Segons el cens del 2000, Fort Mill tenia 7.587 habitants, 2.914 habitatges i 2.141 famílies. La densitat de població era de 642,4 habitants/km².
Dels 2.914 habitatges en un 41,5% hi vivien nens de menys de 18 anys, en un 53,3% hi vivien parelles casades, en un 17,7% dones solteres, i en un 26,5% no eren unitats familiars. En el 23,6% dels habitatges hi vivien persones soles el 9,1% de les quals corresponia a persones de 65 anys o més que vivien soles. El nombre mitjà de persones vivint en cada habitatge era de 2,6 i el nombre mitjà de persones que vivien en cada família era de 3,09.
Per edats la població es repartia de la següent manera: un 31,1% tenia menys de 18 anys, un 6,1% entre 18 i 24, un 32,4% entre 25 i 44, un 20% de 45 a 60 i un 10,4% 65 anys o més.
L'edat mediana era de 34 anys. Per cada 100 dones de 18 o més anys hi havia 79 homes.
La renda mediana per habitatge era de 44.627 $ i la renda mediana per família de 56.538 $. Els homes tenien una renda mediana de 42.469 $ mentre que les dones 27.253 $. La renda per capita de la població era de 20.519 $. Entorn del 8,1% de les famílies i el 10,1% de la població estaven per davall del llindar de pobresa.

## Poblacions més properes
El següent diagrama mostra les poblacions més properes.